# Yoshinori Katsumata
Yoshinori Katsumata (født 7. december 1985) er en japansk fodboldspiller, som spiller for den japanske fodboldklub AC Nagano Parceiro.